# 孤竹国
孤竹国是中国古代的國家，在商代時出現，其王族為子姓，與商朝王室同宗，春秋時被列為山戎之一，早期王城位于今天的唐山市附近（早期疆域，西至今唐山市、迁西县兴城镇，北达凌源、朝阳、西辽河，东抵葫芦岛，西南迄乐亭、滦南、曹妃甸等地。东临渤海，西边和燕国接壤，南边是齐国）。始封于商代，殷墟甲骨文中作“竹侯”。孤竹国的国祚从商朝初年延伸到春秋中期。孤竹国伯夷、叔齐的故事流传至今。在前660年被齐国、燕国所灭。

## 地理位置
孤竹国是北方一个位於商朝邊境的古代國家，早期疆域，西至今唐山市、迁西兴城镇，北达凌源、朝阳、西辽河，东抵葫芦岛，西南迄乐亭、滦南、曹妃甸等地。东临渤海，西边和燕国接壤，与令支互为邻国，南边是齐国。
史書記載孤竹国為高麗的来源。

## 历史

### 早期
孤竹人作为殷商宗室旁支墨胎氏氏族，殷商部落迂回南下中原时，孤竹氏逐渐与部落联盟分离，开始独立生存。后辗转于燕山腹地游牧，发展成农牧并举阶段，定居今辽宁省朝阳地区，成汤三月丙寅日封孤竹，大约公元前1650年。

### 中期
到了商代中晚期，孤竹国发展到了强盛时期，定鼎滦河、青龙河畔。这个时期孤竹国的疆域逐渐南移，西至滦河，北达青龙县北，东抵锦西，南临渤海湾。河北卢龙、延庆以及辽宁西部常出土这个时期的青铜器，其上有时会刻有金文“觚竹”。

### 晚期
西周末年，孤竹国晚期，西部令支（离枝，今迁安西）崛起，北部、东北部有山戎压境。孤竹国此时畛域西至滦河、青龙河，北达今天的明长城，东抵山海关，南濒渤海湾，版图明显缩小。公元前664年（周惠王十三年）山戎出兵伐燕国，燕向齐国求援，齐桓公为救燕出兵伐山戎，“北伐山戎，刜令支，斩孤竹而南归”，齐桓公在伐山戎时，同時殺了孤竹君。公元前660年，齐桓公和管仲联合燕国再次讨伐孤竹国，孤竹国又被击败，大部分族人融入燕国或山戎。
孤竹国属于商人的一支。孤竹国国君原本姓孤竹氏，源自子姓，简写为竹氏。有说法认为，一部分孤竹国遗民不愿受燕国奴役，便迁移到与殷人有密切联系的宋国和楚国居住，把墨胎氏简化为墨氏，墨子正是他们的后代。孤竹國的後世有孤竹氏、竹氏、竺氏、墨台氏、墨氏、怡氏和台氏。

## 君主
| 名號           | 在位時間 | 身分             | 出處                                 |
| -------------- | -------- | ---------------- | ------------------------------------ |
| 此前六世系失考 |          |                  |                                      |
| 父丁           |          | 第七任孤竹國國君 | 見《亞微罍考釋》                     |
| 亞微           | ？       | 父丁之子         | 見《亞微罍考釋》、《史記索隱》       |
| 亞憑           | ？       | 亞微之次子       | 見《史記·伯夷列傳》、《路史·國名記》 |
| 此後世系失考   |          |                  |                                      |